# Lluís Muncunill i Parellada
Lluís Muncunill i Parellada (San Vicente de Fals, 25 de febrero de 1868-Tarrasa, 25 de abril de 1931), fue un arquitecto modernista español.

## Biografía

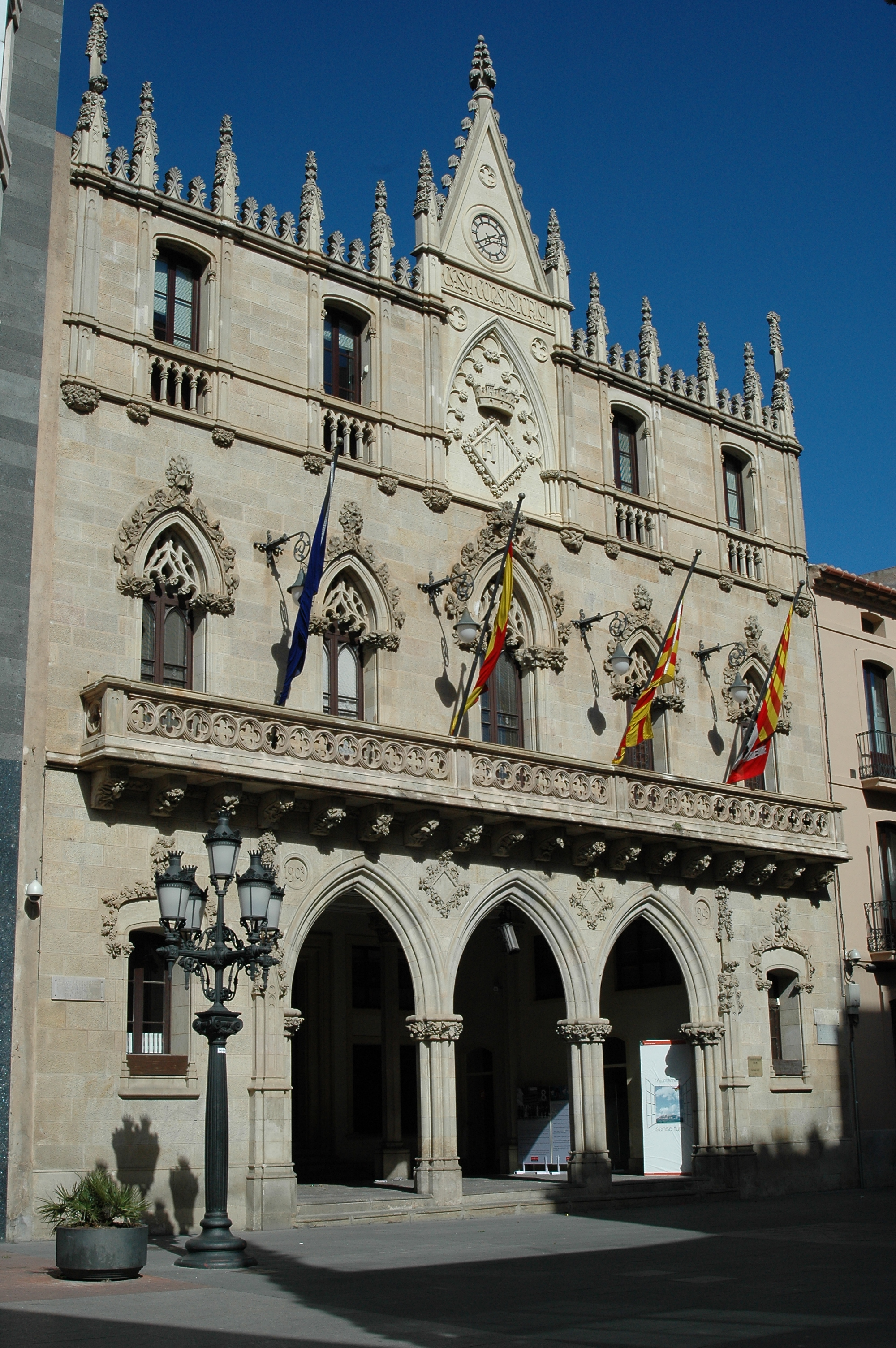
Fachada modernista del Ayuntamiento de Tarrasa.

Nació el 25 de febrero de 1868, en la localidad española de San Vicente de Fals.
Titulado en 1892, desempeñó su trabajo en la ciudad de Tarrasa durante 40 años dejando numerosos e impresionantes edificios de todo tipo: públicos, religiosos, industriales y residenciales. Entre 1892 y 1903 fue arquitecto municipal. Recibió la influencia de arquitectos modernistas como Antoni Gaudí y Lluís Domènech i Montaner.
Falleció el 25 de abril de 1931, en Tarrasa.

## Obras de Lluís Muncunill en Tarrasa[2][3]

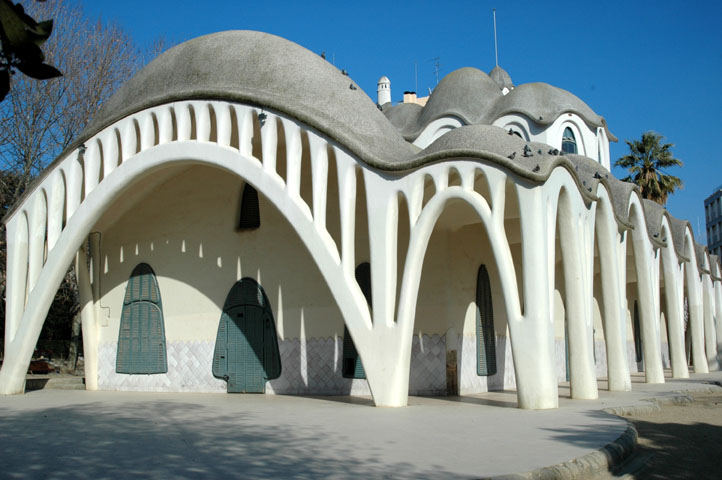
Masía Freixa de Tarrasa.

- Casa consistorial de Tarrasa (1900-1902). La fachada y la sala capitular son diseños de Muncunill. Raval de Montserrat, 16-20.
- Vapor Aymerich, Amat y Jover (1907). Actual sede del Museo de la Ciencia y de la Técnica de Cataluña. Destaca la nave central de más de 10 000 m² con una hermosa techumbre basada en bóvedas catalanas sostenidas por unas columnas de hierro. Rambla de Egara, 270.

- Masía Freixa (1907-1910). En principio fue una fábrica que Muncunill trasformó en residencia. Es, sin duda alguna, el edificio más representativo del modernismo egarense. Se nota la influencia de Gaudí en la utilización de arcos catenarios. Parque de San Jorge.

- Quadra de la fábrica de Izard (1921). Se conserva la espectacular nave, que se utiliza, en la actualidad, como sala de exposiciones (Sala Muncunill). Plaza Didó, 3.
- Casa Joan Barata (1905). San Pedro, 32-34.
- Hotel Peninsular (1903). San Pedro, 52.
- Almacén y casa de Emilio Matalonga (1904). San Pablo, 11.
- Casa Baltasar Gorina (1902). Fuente Vieja, 93.
- Sociedad General de Electricidad (1908). Actualmente es un restaurante. Unión, s/n.
- Almacén Joaquim Alegre (1904). Actual Archivo Tobella. Placita de Zaragoza, 2.
- Condicionamiento Terrassenc (1915-1917). Paseo 22 de Julio, 218.
- Almacén Marcet i Poal (1920). La Rasa, 24.
- Fábrica Pere Font Batallé (1916). Doctor Cabanes, 22.
- Gran Casino del Fomento de Tarrasa (1920). Fuente Vieja, 78.

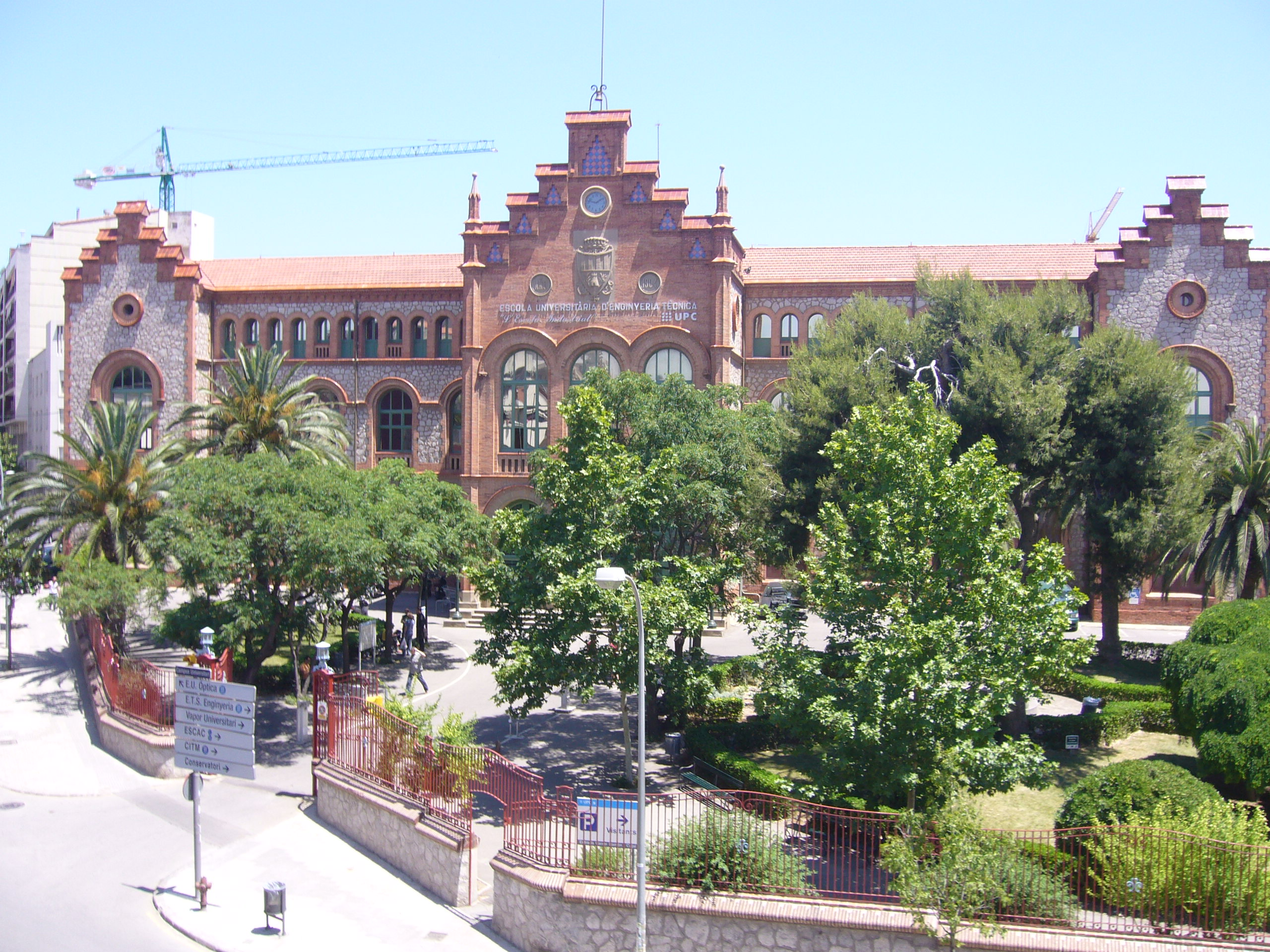
Palacio de Industrias, sede de la EET

- Palacio de Industrias (1901) Actualmente es la sede de la Escuela de Ingeniería de Tarrasa (EET), adscrita a la Universidad Politécnica de Cataluña. Colón, 1.